# Famille du Boisbaudry
Pour les articles homonymes, voir Boisbaudry.
La famille du Boisbaudry est une famille subsistante de la noblesse française, originaire de Bretagne. Sa filiation est prouvée et suivie depuis 1377.

## Histoire
La famille du Boisbaudry appartient à l'ancienne noblesse de Bretagne. Elle tire son nom de la seigneurie du Boisbaudry (paroisse de Rimou), au ressort de Rennes.
La famille du Boisbaudry a été reconnue noble d’ancienne extraction par arrêt en la chambre de réformation du parlement de Bretagne du 17 novembre 1668, comme ayant justifié de 11 générations. Les preuves pour les honneurs de la Cour, que la famille du Boisbaudry était en instance d'obtenir quand éclata la Révolution française, lui donnent une filiation prouvée et suivie depuis 1377. Elle figure de 1427 à 1513 aux réformations et montres du diocèse de Dol et de Rennes.
Les éditions du Boisbaudry, spécialisées dans la presse professionnelle, ont été créées en 1954 par Gilles du Boisbaudry, dirigées par Pierre du Boisbaudry et Hugues du Boisbaudry.[réf. nécessaire]
La famille est subsistante en 2024. Elle est adhérente à l'Association d'entraide de la noblesse française, depuis le 13 juin 1974.

## Personnalités

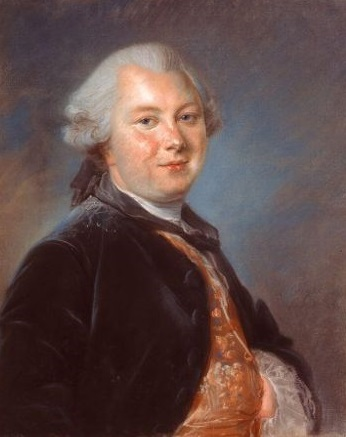
Portrait présumé de François-Dominique du Boisbaudry (1724-1798) par Louis Vigée (1715-1767)

- Gilles du Boisbaudry (1630-1680), chevalier, seigneur de Langan, commissaire ordinaire de l'artillerie royale, le 12 décembre 1654, avocat général au parlement de Bretagne en 1659[réf. nécessaire]
- Germain Marie du Boisbaudry (né en 1672), capitaine au régiment du roi, lieutenant du roi à Montmédy, chevalier de l'ordre royal et militaire de Saint-Louis[5]
- François Dominique du Boisbaudry (1724-1797), conseiller au parlement de Bretagne[6]. Filleul du Grand Condé et de la princesse de Monaco.
- Constant François Julien Charles du Boisbaudry (né en 1757), capitaine de dragons, chevalier de l'ordre royal et militaire de Saint-Louis[7].
- Amédée Marie Antoine du Boisbaudry (né en 1851), conseiller général du Morbihan[8].
- Emmanuel du Boisbaudry, prêtre, religieux de Saint Vincent de Paul, auteur du livre La dévotion réparatrice au Cœur Immaculé de Marie[réf. nécessaire]

## Armes et devise
- D'or à deux fasces de sable, la première chargée de trois et la seconde de deux besants d'argent.[1]
- Supports : deux levrettes[1]
- Devise : Trans (à travers ; du nom de la seigneurie de Trans)[réf. nécessaire]

## Seigneuries
- Seigneurs du Boisbaudry, de Trans, de La Hussaudière, de La Plesse, de Langan[1].

## Possessions

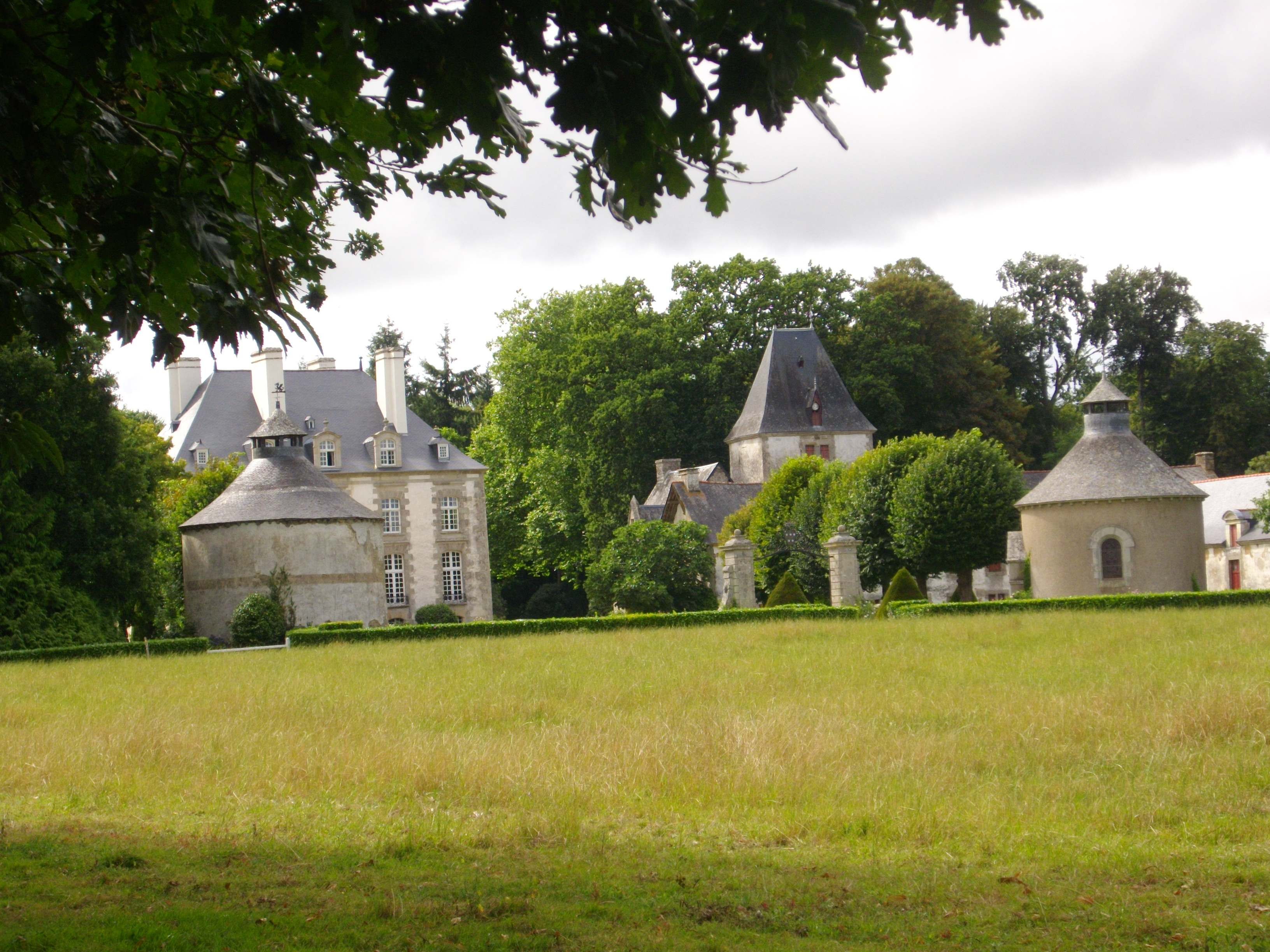
Le Château de la Haute-Touche, construit par les Boisbaudry en 1760

- Château de la Haute-Touche à Monterrein ;
- Château de la Ville Der à Roc-Saint-André ;
- Château de la Ville Voisin à Augan ;
- Château de Launay-Morel à Roz-sur-Couesnon ;
- Château de Mauvoisin à Le Rheu ;
- Château du Gué de l’Isle à Saint-Étienne-du-Gué-de-l'Isle ;
- Château de Beaurepaire à Augan ;
- Manoir de la Pilais à Lécousse.

## Alliances
Les principales alliances de la famille du Boisbaudry sont : de Rouillé, de Sévigné, du Boishamon, de Foucault, de Saint-Gilles, de Poix, de La Tousche, de Montulé, de Carné, de Marnière de Guer, du Parc de Locmaria, de Castel, de La Choue de La Mettrie, de Savignhac, de Visdelou, de Chevigné, de Gouyon de Vaucouleurs, Couëtoux du Tertre, de Farcy de Beaumont, Frotier de La Messelière, de Baglion de La Dufferie, de Tanoüarn, Le Mintier de Léhélec, de Freslon de La Freslonnière, d'Aboville, de l'Estourbeillon, de Freslon de Saint Aubin, de la Touche Limouziniere, de la Haye de Vaulx, de Cahouët, de Sonis, du Bourg, Desmousseaux de Givré (1975), Sioc'han de Kersabiec (1923), Leschallier de Lisle (1949), de Sèze, de Canongettes de Canecaude, Bout de Marnhac, de La Motte de La Motte Rouge,  de Kersauson.